# Dan Snyder
Pour les articles homonymes, voir Snyder.
Daniel Joseph Snyder, dit Dan Snyder (né le 23 février 1978 à Elmira en Ontario au Canada - mort le 5 octobre 2003 à Atlanta, en Géorgie aux États-Unis) est un joueur professionnel canadien de hockey sur glace qui évoluait au poste de centre dans la Ligue nationale de hockey dans les années 2000.
Il commence sa carrière en jouant dans la Ligue de hockey de l'Ontario en 1995-1996 ; après quatre saisons avec les Platers d'Owen Sound, il signe son premier contrat professionnel en juillet 1999 avec l'organisation des Thrashers d'Atlanta de la Ligue nationale de hockey. Il joue dans les équipes mineures affiliées aux Thrashers et remporte tour à tour la Coupe Turner de la Ligue internationale de hockey en 2000-2001 avec les Solar Bears d'Orlando puis la Coupe Calder de la Ligue américaine de hockey avec les Wolves de Chicago la saison suivante. Il meurt en septembre 2003 lors d'un accident de voiture alors qu'il faisait un tour de Ferrari 360 Modena avec son coéquipier dans la LNH, Dany Heatley.

## Biographie

### Son enfance et ses débuts
Daniel Snyder est né le 23 février 1978 à Elmira en Ontario au Canada ; il est le fils de LuAnn et de Graham Snyder et a un frère aîné nommé Jack ainsi qu'une sœur Erika.
Snyder commence sa carrière en jouant avec les Sugar Kings d'Elmira, l'équipe de sa ville natale en 1994-1995, et est entraîné par le frère de son père, Jeff Snyder. Après un passage difficile au début de saison, il se reprend en main et termine la saison avec le titre de recrue de la saison pour les Sugar Kings ; il compte alors vingt-cinq points en une quarantaine de rencontres jouées. Il est choisi l'année suivante lors du septième tour du repêchage de la Ligue de hockey de l'Ontario par les Platers d'Owen Sound.
Après une préparation de saison difficile, le directeur général des Platers lui laisse le choix : soit il continue et s'accroche pour jouer dans la LHO, soit il rentre chez lui et tente de rejoindre le championnat universitaire où le jeu est moins physique. Snyder décide de s'accrocher et inscrit vingt-cinq points lors de sa première saison dans la LHO. Qualifiés pour les séries éliminatoires de la LHO, les Platers sont éliminés au premier tour en six rencontres par le Thunder de Niagara Falls. Au début de la saison 1997-1998, il devient le nouveau capitaine de son équipe, poste qu'il occupera pendant ses deux dernières saisons avec Owen Sound. Lors de sa dernière saison dans la LHO, en 1998-1999, il comptabilise quatre-vingt-quatorze points, le plus haut total de points de son équipe, dont soixante-sept passes décisives, le cinquième plus haut total de points de la LHO après les quatre-vingt-treize points de Peter Sarno. D'un point de vue collectif, les Platers passent les deux premiers tours des séries mais échouent en demi-finale contre les Knights de London.

### Sa carrière professionnelle

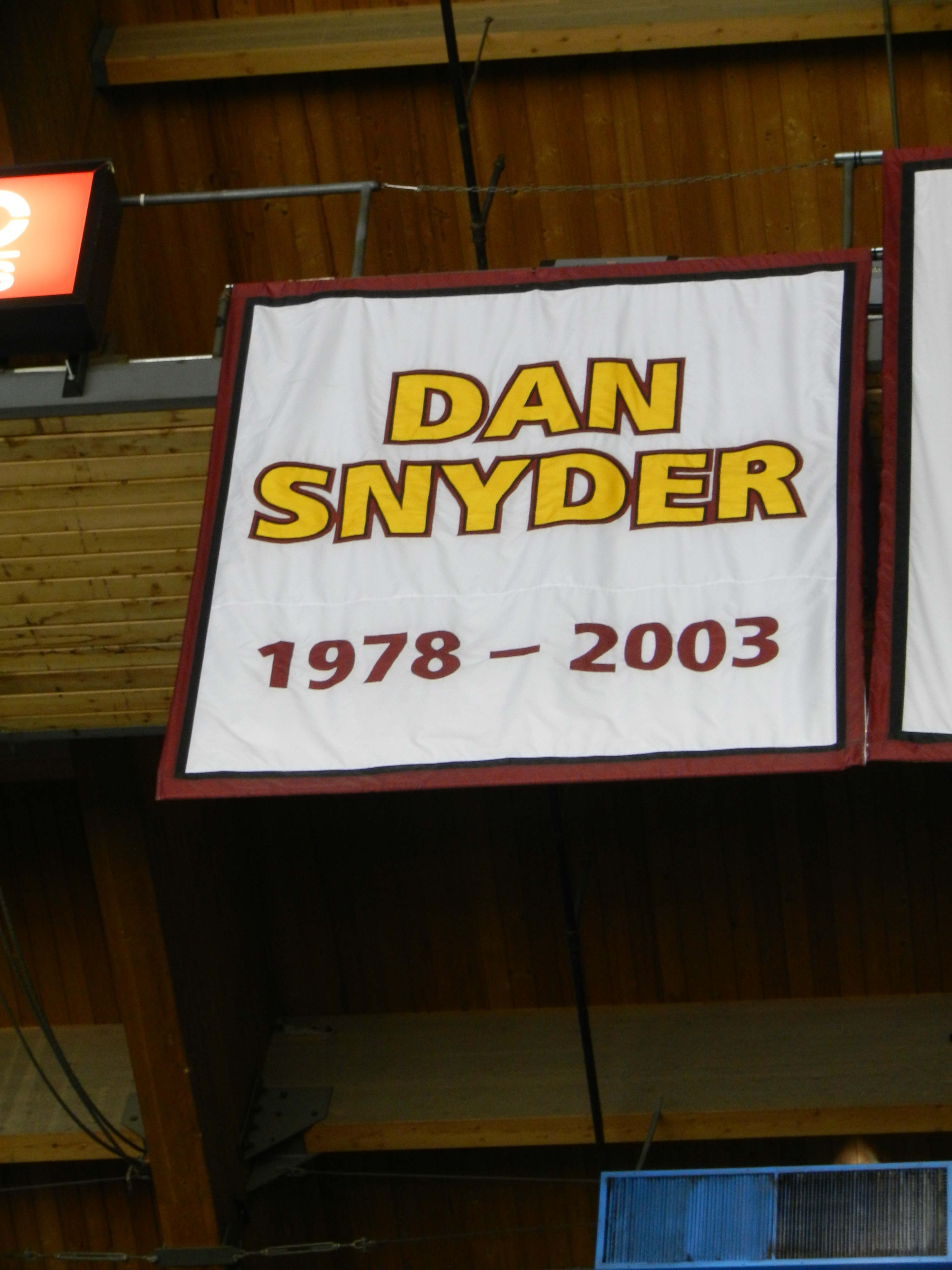
Bannière des Wolves de Chicago rendant hommage à Snyder à la suite de sa mort en 2003.

Snyder n'est pas repêché par une équipe de la Ligue nationale de hockey  mais signe un contrat en tant qu'agent libre le 6 juillet 1999. Il ne rejoint pas pour autant de suite la grande ligue et joue la saison dans la Ligue internationale de hockeyavec les Solar Bears d'Orlando, équipe affiliée aux Thrashers. Lors de sa deuxième saison dans la LIH, en 2000-2001, les Solar Bears terminent deuxième de la division lors de la saison régulière. Ils passent par la suite tous les tours des séries pour jouer la finale contre les Wolves de Chicago ; les Solar Bears remportent les deux premières rencontres sur leur glace avant de concéder une défaite lors de la troisième rencontre mais finalement, ils enchaînent deux nouvelles victoires pour remporter la dernière Coupe Turner de l'histoire, la LIH arrêtant ses activités à la fin de cette saison. Il joue deux rencontres dans la LNH avec les Thrashers d'Atlanta à la fin de leur saison, les 3 et 5 avril alors que ces derniers ne se qualifient pas pour les séries éliminatoires.
À la suite de l'arrêt de la LIH, plusieurs de ses franchises rejoignent d'autres ligues et c'est ainsi le cas des Wolves de Chicago qui prennent part à la Ligue américaine de hockey et deviennent la nouvelle franchise affiliée aux Thrashers. Snyder passe la majorité de la saison 2001-2002 dans la LAH, jouant une dizaine de rencontres avec Atlanta dans la LNH. Il inscrit son premier et unique but cette saison dans la LNH le 22 mars contre les Rangers de New York ; il réalise également une passe décisive ce soir là. Quatrièmes de la division de l'Ouest de la LAH, les Wolves jouent tout de même les séries éliminatoires de la Coupe Calder ; ils créent la surprise en éliminant en cinq rencontres les Griffins de Grand Rapids, premiers de la division de l'Ouest au premier tour. Le Crunch de Syracuse, premier de la division Centrale sur la saison régulière, est également battu par les Wolves au deuxième tour des séries en sept rencontres. Les joueurs de Chicago jouent alors la finale de l'association de l'Ouest contre les Aeros de Houston, une autre ancienne équipe de la LIH et deuxième de la division de l'Ouest. Chicago s'impose en cinq rencontres pour jouer la finale de la Coupe Calder. Snyder et ses coéquipiers sont opposés en finale aux champions de la saison régulière, les Sound Tigers de Bridgeport, mais après cinq rencontres, les joueurs des Wolves sont sacrés champions de la Coupe Calder dès leur première saison dans la LAH,.
Snyder partage son temps lors de la saison 2002-2003 entre la LNH et la LAH jouant une trentaine de rencontres dans chacune des deux ligues alors que les Thrasherss ne jouent pas les séries éliminatoires à la fin de la saison. Les Wolves sont qualifiés pour les séries mais Snyder ne joue pas une seule rencontre avec l'équipe lors des séries.

### Sa mort

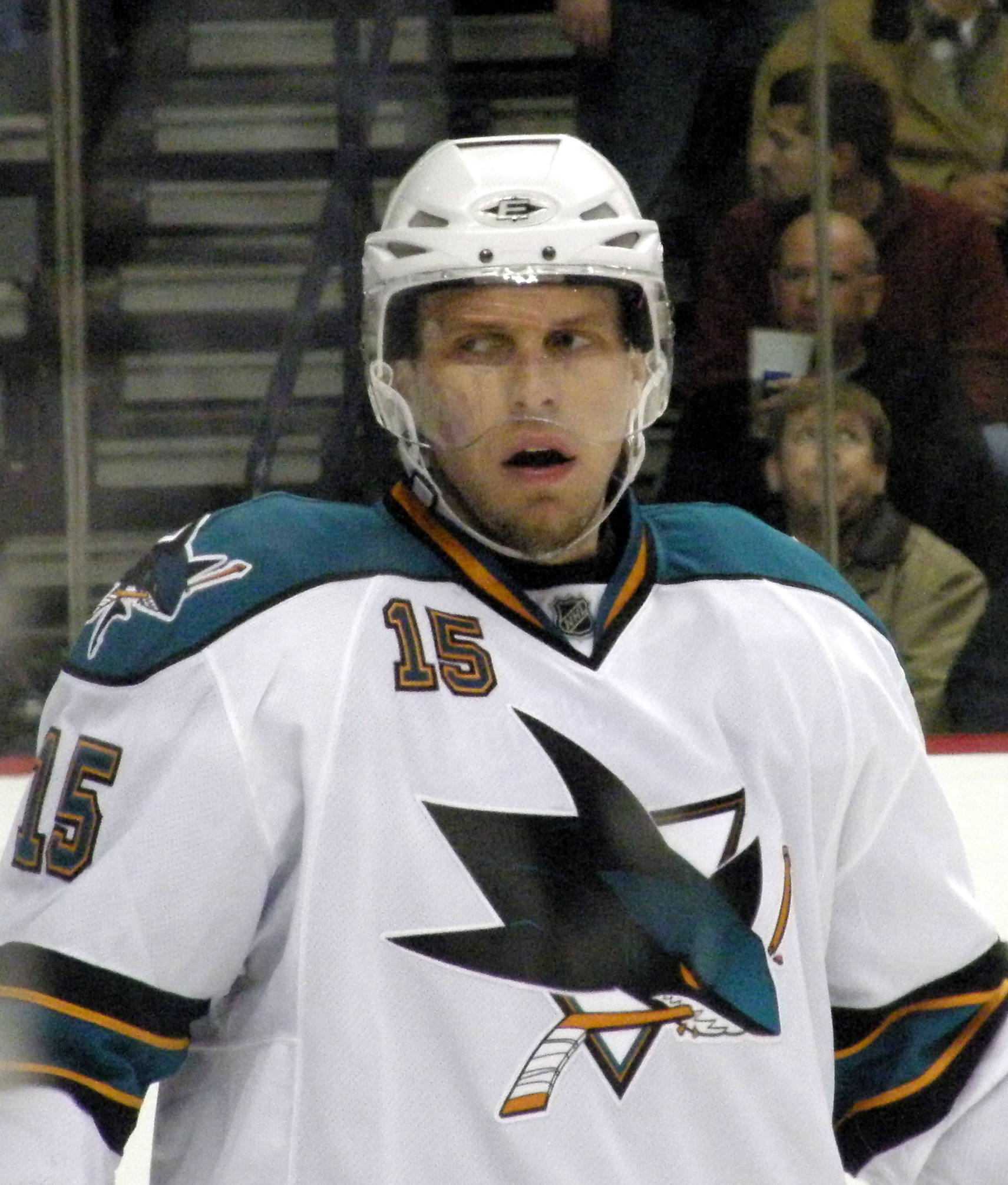
Dany Heatley (ici avec les Sharks de San José) a un accident de voiture avec Snyder en septembre 2003.

Le 29 septembre 2003, les deux coéquipiers Dan Snyder et Dany Heatley ont un accident de voiture à bord de la Ferrari 360 Modena de ce dernier. Sur une route sinueuse, il perd le contrôle de la voiture qui rentre en collision avec un pilier de briques et les deux joueurs sont éjectés du véhicule. Ils sont tous les deux hospitalisés, Heatley souffrant de blessures plus légères que son coéquipier Snyder qui, victime d'une fracture du crâne, meurt le 5 octobre après six jours dans le coma. Heatley plaide coupable pour quatre délits mineurs en échange de l'abandon par la cour des charges de meurtre au premier degré et est finalement condamné à trois ans avec sursis, des amendes et des travaux d'utilité publique.
En décembre 2003, l'Attack d'Owen Sound, nouveau nom de son ancienne équipe, décide de « retirer son numéro », le numéro 14. Les Thrashers d'Atlanta, puis par la suite les Jets de Winnipeg, mettent en place dès la fin de la saison 2003-2004 un trophée à son nom, le Dan Snyder memorial trophy, trophée qui récompense le joueur le plus persévérant de l'équipe sans pour autant avoir la reconnaissance des journalistes. Enfin, le 19 novembre 2004, la LHO renomme son trophée pour le joueur contribuant le plus à l'humanitaire et le nomme trophée Dan-Snyder.

## Statistiques
| Saison     | Équipe                | Ligue      |    | Saison régulière | Saison régulière | Saison régulière | Saison régulière | Saison régulière |   | Séries éliminatoires | Séries éliminatoires | Séries éliminatoires | Séries éliminatoires | Séries éliminatoires |
| Saison     | Équipe                | Ligue      | PJ | B                | A                | Pts              | Pun              | PJ               | B | A                    | Pts                  | Pun                  |                      |                      |
| 1994-1995  | Sugar Kings d'Elmira  | OJHL-B     | 43 | 8                | 17               | 25               | 46               |                  |   |                      |                      |                      |                      |                      |
| 1995-1996  | Platers d'Owen Sound  | LHO        | 63 | 8                | 17               | 25               | 78               | 6                | 1 | 2                    | 3                    | 4                    |                      |                      |
| 1996-1997  | Platers d'Owen Sound  | LHO        | 57 | 17               | 29               | 46               | 96               | 4                | 2 | 3                    | 5                    | 8                    |                      |                      |
| 1997-1998  | Platers d'Owen Sound  | LHO        | 46 | 23               | 33               | 56               | 74               | 10               | 2 | 3                    | 5                    | 16                   |                      |                      |
| 1998-1999  | Platers d'Owen Sound  | LHO        | 64 | 27               | 67               | 94               | 110              | 16               | 8 | 5                    | 13                   | 30                   |                      |                      |
| 1999-2000  | Solar Bears d'Orlando | LIH        | 71 | 12               | 13               | 25               | 123              | 6                | 1 | 2                    | 3                    | 4                    |                      |                      |
| 2000-2001  | Solar Bears d'Orlando | LIH        | 78 | 13               | 30               | 43               | 127              | 16               | 7 | 3                    | 10                   | 20                   |                      |                      |
| 2000-2001  | Thrashers d'Atlanta   | LNH        | 2  | 0                | 0                | 0                | 0                |                  |   |                      |                      |                      |                      |                      |
| 2001-2002  | Wolves de Chicago     | LAH        | 56 | 11               | 24               | 35               | 115              | 22               | 7 | 10                   | 17                   | 25                   |                      |                      |
| 2001-2002  | Thrashers d'Atlanta   | LNH        | 11 | 1                | 1                | 2                | 30               |                  |   |                      |                      |                      |                      |                      |
| 2002-2003  | Wolves de Chicago     | LAH        | 35 | 11               | 12               | 23               | 39               |                  |   |                      |                      |                      |                      |                      |
| 2002-2003  | Thrashers d'Atlanta   | LNH        | 36 | 10               | 4                | 14               | 34               |                  |   |                      |                      |                      |                      |                      |
| Totaux LNH | Totaux LNH            | Totaux LNH | 49 | 11               | 5                | 16               | 64               | 0                | 0 | 0                    | 0                    | 0                    |                      |                      |

## Trophées et honneurs personnels
- 1997 à 1999 : capitaine des Platers d'Owen Sound de la Ligue de hockey de l'Ontario
- 1998; 1999 : joueur s'étant le plus impliqué dans la communauté des Platers d'Owen Sound.
- 2000-2001 : remporte la Coupe Turner de la Ligue internationale de hockey avec les Solar Bears d'Orlando.
- 2001-2002 : remporte la Coupe Calder de la Ligue américaine de hockey avec les Wolves de Chicago.